# Skyy
Skyy var en amerikansk discogrupp bestående av Denise Dunning, Dolores Dunning, Bonnie Dunning och Solomon Roberts. De hade en hit med låten Call Me 1979. De hade skivkontrakt med skivbolaget Salsoul Records som också gav ut Loleatta Holloway, First Choice och Joe Bataan.

## Diskografi (i urval)
- Skyy (1979)
- Skyyway (1980)
- Skyyport (1981)
- Skyy Line (1982)
- Skyyjammer (1982)
- Skyylight (1983)
- From the Left Side (1986)
- Start of a Romance (1989)
- Nearer to You (1992)

### Singel
- Call Me (1981)